# النبي روبين (فلسطين)
النبي روبين كانت قرية فلسطينية تقع على بعد 28 كم شمال شرق عكا. كانت القرية تنهض على تل مقيب الشكل وترتفع نحو 30 أو 40 متر عن قرية تربيخا التي كانت توأما لها والتي كانت تبعد عنها نحو كيلومتر إلى الشمال الغربي. أغلب سكانها من المسلمين، وكانت تربيخا توفر للقرية الخدمات الضرورية، تعتبر أراضي النبي روبين مخصصة في معظمها للمراعي غير أن الأرض كانت تستخدم أيضا لزراعة الحبوب والزيتون والتبغ في 1944-1945 كان ما مجموعه 3200 دونم من أرضي القرى الثلاث (النبي روبينو، تربيخا، وسروح القريبة) مخصصا للحبوب و619 دونما مرويا أو مستخدما للبساتين.

## احتلال القرية
كانت قرية النبي روبين من جملة القرى الواقعة قرب الحدود اللبنانية التي أفزعت من سكانها في الأسبوع الثاني من تشرين الثاني 1948 فبعد انتهاء العمليات العسكرية أمر الجيش الإسرائيلي سكان القرية بعبور الحدود إلى لبنان وذلك بحسب ما روى المؤرخ الإسرائيلي بين موريس وفي 16 تشرين الثاني \ نوفمبر جاء في تقرير رفعه قائد الجبهة الشمالية موشيه كرمل إلى رئيس الحكومة دافيد بن- غوريون، أن الجيش (اضطر لأسباب عسكرية... إلى أن يطرد سكان القرى الواقعة على الحدود) وقد ذكر قرية النبي روبين.

## القرية اليوم
لم يبق من القرية سوى مقام النبي روبين ويغطي نبات الصبار والحشائش.

## المستعمرات الصهيونية على أراضي القرية
أقيمت مستعمرة شومرا إلى الغرب من موقع القرية في سنة 1949 وتقع مستعمرة إيفن مناحم التي أنشئت في سنة 1960 قرب موقع القرية على تلة إلى الغرب منه. وأقيمت مستعمرة كفار روزنفالد وكان اسمها الأصلي زرعيت والتي ما زالت تعرف بهذا الاسم إجمالا.
في سنة 1967 على أراضي القرية. كما أن مستعمرة شتولا التي كان أسست في سنة 1969 تقع هي أيضا على أراضي القرية.